# 橫濱港博物館

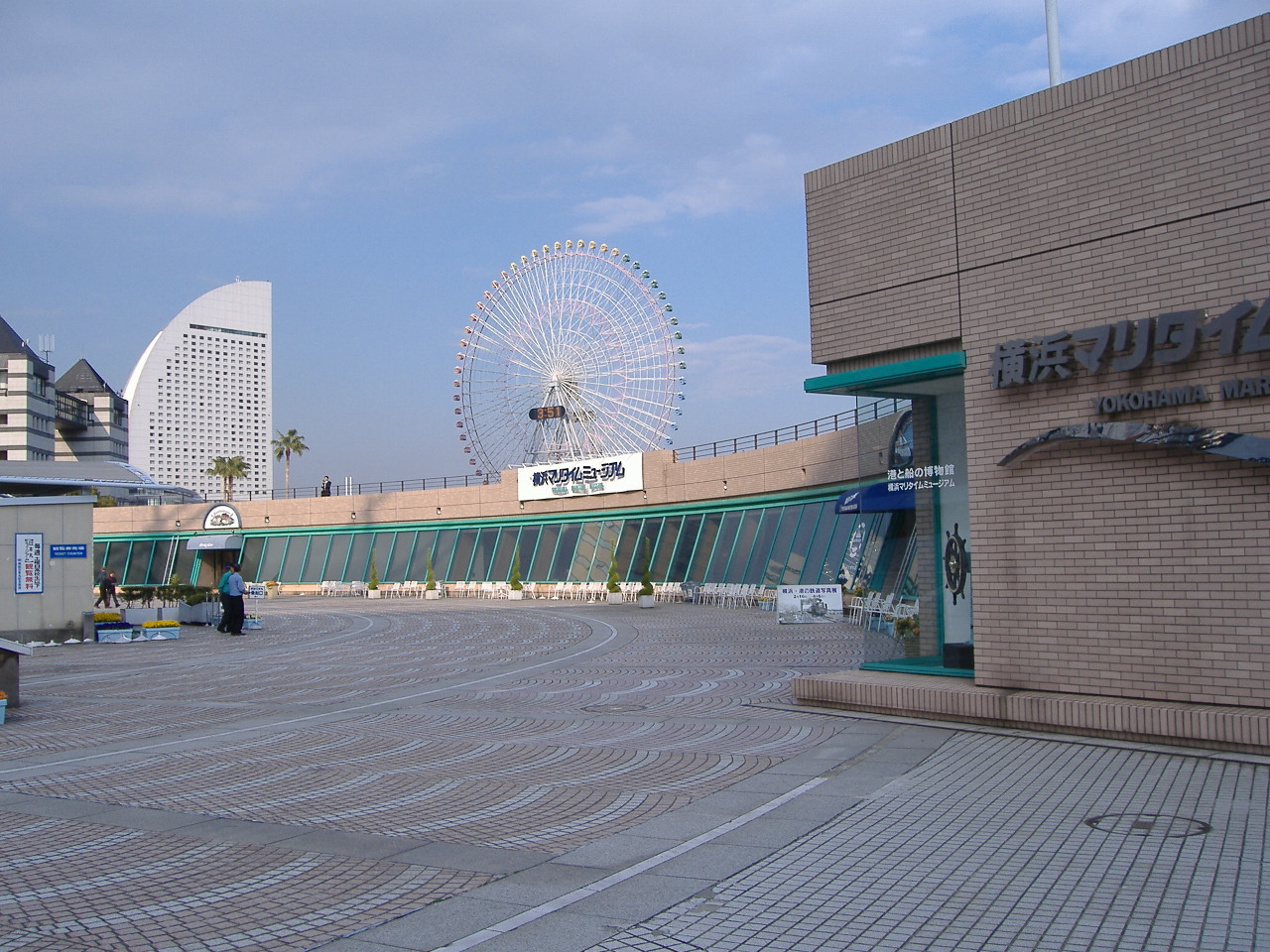

橫濱港博物館（日语：横浜みなと博物館，よこはまみなとはくぶつかん）是日本神奈川縣橫濱市西區港未來的一座以橫濱港為主題的海洋博物館。博物館舊名橫濱海洋博物館（横浜マリタイムミュージアム），開館於1989年3月25日。2009年4月24日，博物館改為現名。

## 外部連結
- 日本丸メモリアルパーク （页面存档备份，存于） > 横浜みなと博物館 （页面存档备份，存于）（公式サイト /公益財団法人帆船日本丸記念財団）